# Chagnoald
Chagnoald, auch Cagnoald, Cagnou oder Canoaldus, (* um 583; † um 638 in Laon) war unter der Herrschaft der Merowinger der 6. Bischof von Laon. Er wird in der katholischen Kirche als Heiliger verehrt.

## Leben
Die Existenz des Chagnoald ist neben der Vita sancti Columbani des Jonas von Bobbio, die dieser um die Jahre 640 bis 643 als Mönch der Abtei Bobbio verfasste, insbesondere noch durch die Vita Faronis des Hildegar von Meaux belegt.
Chagnoald wurde im fränkischen Teilreich Austrasien geboren, vermutlich auf dem Landgut Villa Pipimisiacum, dem heutigen Poincy. Er war der älteste Sohn von Chagnerich, Comes im Pagus Meldensis um den Hauptort Meaux und seiner Frau Leudegundis. Chagnoald entstammte dem Adelsgeschlecht der Burgundofarones, die als herausragende Familie der austrasischen Führungsschicht bis zum Aufstieg der Pippiniden und Arnulfinger gilt und den Sippen der Agilolfinger und Waltriche verwandtschaftlich verbunden war.
Chagnoalds Vater war einer der einflussreichsten Förderer der Missionstätigkeit des heiligen Kolumban, welche entscheidend zur Christianisierung der Gebiete nördlich der Alpen beitrug. Der Missionar hinterließ einen tiefen Eindruck beim Comes von Meaux und wie bereits bei dessen Verwandten Waldelenus und Sohn Donatus konnte es Kolumban erreichen, dass Chagnerich seinen Ältesten jenem Kloster zur Erziehung und weiteren Ausbildung anvertraute.
Mit elf Jahren, 594, trat Chagnoald in das Kloster Luxeuil im fränkischen Teilreich Burgund ein. Er wurde dort von Kolumban erzogen und in lateinischer und griechischer Literatur sowie der Heiligen Schrift unterrichtet. Noch während Kolumbans Abbatiat erhielt Donatus schließlich in der Abtei Luxeuil die Weihen zum Mönch. Im folgenden Jahrzehnt wurde Chagnoald zu einem der engsten Vertrauten Kolumbans und begleitete ihn im Jahr 610 gemeinsam mit Gallus und anderen Mönchen bei dessen Flucht vor dem burgundischen Herrscher Theuderich II. in den Bodenseeraum. Nach mehreren Jahren der missionarischen Tätigkeit folgte er Kolumban nach Oberitalien und unterstützte ihn bei der Gründung der Abtei Bobbio. Nach dem Tod Kolumbans 615 kehrte Chagnoald in das Kloster Luxeuil zurück und lebte als Mönch in der burgundischen Abtei, die nun unter der Leitung seines Verwandten Eustasius stand. Aufgrund der geschwisterlichen Verbindung ist es sehr wahrscheinlich, dass er zu der Abordnung von Luxeuiler Mönchen gehörte, die von Eustasius unter der Leitung des heiligen Waldebert ausgesandt wurden, um Chagnoalds Schwester Burgundofara bei der Gründung ihrer Abtei Faremoutiers zu unterstützen.
Später übernahm Chagnoald die Abtswürde der Abtei Saint-Vincent de Laon, die um 590 von Königin Brunichild gegründet worden war. Im Jahr 625 schließlich wurde Chagnoald zum Bischof der Diözese Laon ernannt und hatte damit die Leitung eines der wichtigsten Bistümer des Frankenreiches inne. Die hohe Bedeutung sowohl seines Amtes als auch seiner Herkunft spiegeln sich in seiner Teilnahme an den aus reichspolitischer Sicht wichtigen Synoden von Clichy (626) sowie Reims (627–630) wider, die die Machtverteilung unter den Merowingern im Frankenreich neu regelten.
Chagnoald verstarb im Jahr 633 in Laon und wurde in der Begräbnisstätte der Bischöfe in der Abtei Saint-Vincent bestattet. Seine Grabstelle hat sich jedoch nicht erhalten, da das Kloster 1359 im Hundertjährigem Krieg von den Engländern zerstört wurde.

## Geschwister
Chagnoald hatte noch vier Brüder und Schwestern:
- Chagnulf (Comes von Meaux; ermordet 641)
- Burgundofaro (Referendar Dagoberts I. nach 633 – um 672 Bischof von Meaux und dort Gründer des Klosters Sainte-Croix)
- Burgundofara (Gründerin der Abtei Faremoutiers, † nach 633/34)
- Agnetrade († nach 633/34)

## Verehrung
Der Gedenktag für Chagnoald wird von der katholischen Kirche am 6. September begangen.